# غنج درة عليا (مقاطعة دلفان)
غنج درة عليا (بالفارسية: گنج دره علیا) هي قرية تقع في قسم ميربغ الجنوبي الريفي (مقاطعة دلفان) في إيران. يقدر عدد سكانها بـ 193 نسمة بحسب إحصاء 2016.